# Виржиния Паскалева-Захариева
Виржиния Паскалева-Захариева е дългогодишен професор в Института по история при Българската академия на науките и преподавател в Софийския университет.
Професор Паскалева е носител на Хердерова награда за 1990 г. и член-кореспондент на Дружеството за Югоизточна Европа в Мюнхен. През 60-те години на ХХ век Виржиния Паскалева-Захариева се захваща с проблематиката относно жените хайдутки. Тя издирва песни и други достоверни сведения и цитира в книгата си „Българката през Възраждането” вече не едно или две, а деветнадесет имена на жени-войводи и хайдути по българските земи.